# Lys-lez-Lannoy
Lys-lez-Lannoy település Franciaországban, Nord megyében. Lakosainak száma 13 987 fő (2022. január 1.). Lys-lez-Lannoy Leers, Toufflers, Hem, Lannoy és Roubaix községekkel határos.

## Népesség
A település népességének változása:
| Lakosok száma | 13 437 | 13 596 | 13 480 | 13 422 | 13 471 | 13 643 | 13 797 | 13 793 | 13 987 |
|               | 2013   | 2015   | 2016   | 2017   | 2018   | 2019   | 2020   | 2021   | 2022   |